# Black Francis
Charles Michael Kittridge Thompson IV (Boston, Massachusetts, 6 april 1965) is een Amerikaans muzikant, bekend geworden onder de naam Black Francis. Black Francis is vooral bekend als de leadzanger, slaggitarist en tekstschrijver van de alternatieve rockband Pixies.
In 1986 richtte hij met Joey Santiago Pixies op. Hij studeerde samen met hem aan de University of Massachusetts in Amherst. Na in 1993 Pixies opgeheven te hebben veranderde hij zijn artiestennaam in Frank Black, tevens de naam was van zijn eerste soloalbum uit datzelfde jaar. Door de jaren heen evolueerde Blacks muziek; van het surf- en punkgeluid van Pixies bleef met zijn nieuwe band The Catholics weinig over en Black maakte midden jaren negentig vooral rockplaten, waarop zijn fascinatie voor buitenaards leven en sciencefiction een terugkerend element was. Eind jaren negentig ging Black meer de kant op van de countryrock, nam voor het eerst zanglessen en gaf vaker wat bloot van zijn gevoelsleven. In 2003 kwam Show me your tears uit; een album dat hij maakte toen hij in een echtscheiding lag. In 2005 presenteerde Black Honeycomb, waarop hij onder andere een duet zingt met zijn ex-vrouw. De hoes van de single I burn today werd gemaakt door zijn 7-jarige zoontje.
In 2007 kwam zijn plaat Bluefinger uit op het label Cooking Vinyl. De plaat is geïnspireerd door het leven en werk van Herman Brood. De naam Bluefinger is een vertaling van het Nederlandse Blauwvinger, een bijnaam voor inwoners van Broods geboorteplaats Zwolle. De eerste single van Bluefinger is Threshold apprehension, een titel van een schilderij van Herman Brood. Overigens veranderde Black zijn artiestennaam bij het uitkomen van deze plaat weer terug in Black Francis.
Op 27 februari 2008 trad Black Francis drie keer op in Amsterdam; 's avonds in de Melkweg, overdag op bijzondere wijze door bij het graf van Herman Brood onder andere het nummer Angels come to comfort you te spelen. 